# Płomioła
Płomioła – polski herb szlachecki znany tylko z nazwy.

## Najwcześniejsze wzmianki
Herb występuje w źródłach z nazwy, tylko raz (1506). Prawdopodobnie występował w średniowieczu i zaginął w XVI wieku.

## Herbowni
Nieznani są herbowni uprawnieni do używania tego herbu.